# معبد يونغ نينغ
معبد يونغ نينغ (بالإنجليزية: Yongning Pagoda)‏ هو معبدٌ قديمٌ يقعُ في لويانغ، وكان أحد أطول المباني في العالم منذ 516 حتى سنة 534 ميلاديّة. تم بناء الباغودا ذات الإطار الخشبي مع شبكة عمودية كاملة وحجر أساس ثابت خلال وي الشمالية في عام 516 م، لكنها لم تعد موجودة. من المحتمل أن تكون هناك تسعة طوابق عالية: سبعة منها كانت مصنوعة من منصات أرضية مع شرفات خشبية، والطابقين العلويين خارجين تمامًا من الخشب. يقول أحد المصادر أنه كان 90 جانغ (حوالي 240 م (790 قدم)) مرتفعًا. بالإضافة إلى قمة ارتفاع 10 تشانغ. والتي يُعتقد أنَّ فيها مبالغة. تشير مصادر أكثر موثوقية إلى أنه ربما كان 40 تشانغ (حوالي 100 م (330 قدم))  أو ارتفاع 49 تشانغ، بما في ذلك القمّة التي من المحتمل أن يكون ارتفاعها أعلى من 137. 147. أو مع ذروة 7 154.95 م (508.4 قدم) إضافية حتى 154.95. مما جعله أطول مبنى في العالم في ذلك الوقت وأطول باغودا على الإطلاق حتى الانتهاء من معبد تيانينج (تشانغتشو) في عام 2007. وفقًا للأدلة التي تم اكتشافها من خلال التنقيب الأثري الحديث. كان للمعبد أساسًا مربعًا من الأرض الصخرية بعرض 38.2 م (125 قدم). تم تغطية الأساس الترابي بواسطة 2.2 م (7.2 قدم) طبقة سميكة من الطوب الجيري. تم اكتشاف قواعد الأعمدة في كل ركن من أركان المعبد. وفقًا ليانغ شوانزي الذي عاش في لويانغ في عام 520، فيُمكن رؤية الباغودا من مسافة تصل إلى 50 كـm (30 mi).. تم تدمير معبد يونغ نينغ في عام 534 عندما ضربه البرق واشتعلت فيه النيران.